# Малагасийский франк
Малагасийский франк (фр. franc malgache) — денежная единица Мадагаскара в 1963—2004 годах. Франк = 100 сантимов.

## История
В 1900 году законным платёжным средством на Мадагаскаре объявлен французский франк. 22 декабря 1925 года право выпуска банкнот было предоставлено частному французскому Банку Мадагаскара. Декретом от 26 декабря 1945 года денежной единицей Мадагаскара объявлен франк КФА, право эмиссии которого для Мадагаскара осталось у Банка Мадагаскара. В 1950 году банк был реорганизован в Банк Мадагаскара и Коморских островов. В марте 1962 года был учреждён Малагасийский эмиссионный институт, в состав правления которого вошли по 4 представителя Франции и Малагасийской Республики. Банкноты Банка Мадагаскара и Коморских островов начали выпускаться с надпечаткой «Малагасийский эмиссионный институт».
1 июля 1963 года введена национальная валюта — малагасийский франк, равный франку КФА. В 1964 году Малагасийский эмиссионный институт начал выпуск банкнот, а в 1965 году — монет.
После выхода Мадагаскара из зоны франка 12 июля 1973 года создан государственный Центральный банк Малагасийской Республики, переименованный в июле 1976 года в Центральный банк Мадагаскара.
1 января 2005 года введена новая денежная единица — малагасийский ариари, равный 5 франкам. Банкноты во франках изымались из обращения постепенно, по мере износа. В настоящее время законным платёжным средством являются монеты в 1, 2, 5, 10 и 20 франков.

## Монеты и банкноты
Чеканились монеты в 1, 2, 5, 10, 20 франков.
Выпускались банкноты:
- Банка Мадагаскара и Коморских островов с надпечаткой «Малагасийский эмиссионный институт» — 50, 100, 500, 1000, 5000 франков,
- Малагасийского эмиссионного института — 50, 100, 1000, 5000 франков,
- Центрального банка Малагасийской Республики — 50, 100, 500, 1000, 5000 франков,
- Центрального банка Мадагаскара — 500, 1000, 2500, 5000, 10 000, 25 000 франков[4].

### Банкноты образца 1994—1998 годов
| Серия 1994—1998 годов | Серия 1994—1998 годов | Серия 1994—1998 годов | Серия 1994—1998 годов | Серия 1994—1998 годов  | Серия 1994—1998 годов              | Серия 1994—1998 годов | Серия 1994—1998 годов |
| Изображение           | Изображение           | Номинал (франков)     | Размеры (мм)          | Основные цвета         | Описание                           | Описание | Год печати            |
| Лицевая сторона       | Оборотная сторона     | Номинал (франков)     | Размеры (мм)          | Основные цвета         | Лицевая сторона                    | Оборотная сторона | Год печати            |
| --------------------- | --------------------- | --------------------- | --------------------- | ---------------------- | ---------------------------------- | --- | --------------------- |
|                       |                       | 500                   | 128×76                | зелёный, коричневый    | портрет девушки                    | пастухи со стадом зебу на пастбище | 1994                  |
|                       |                       | 1000                  | 137×76                | синий, коричневый      | портрет молодого человека          | рыбаки за работой и женщина с дарами моря | 1994                  |
|                       |                       | 2500                  | 146×76                | оранжевый, красный     | портрет женщины                    | женщины за домашней работой | 1998                  |
|                       |                       | 5000                  | 155×76                | фиолетовый, коричневый | портрет юноши                      | лемуры Lemur catta, Varecia rubra, Propithecus verreauxi, бабочка Argema mittrei, красный фуди, шлемоносная ванга, Ispidina madagascariensis | 1995                  |
|                       |                       | 10 000                | 165×76                | коричневый, жёлтый     | портрет старика                    | мужчины за работой | 1995                  |
|                       |                       | 25 000                | 174×76                | красный, розовый       | портрет молодой женщины с ребёнком | женщины, собирающие плоды | 1998                  |